# Stella (солнечный автомобиль)

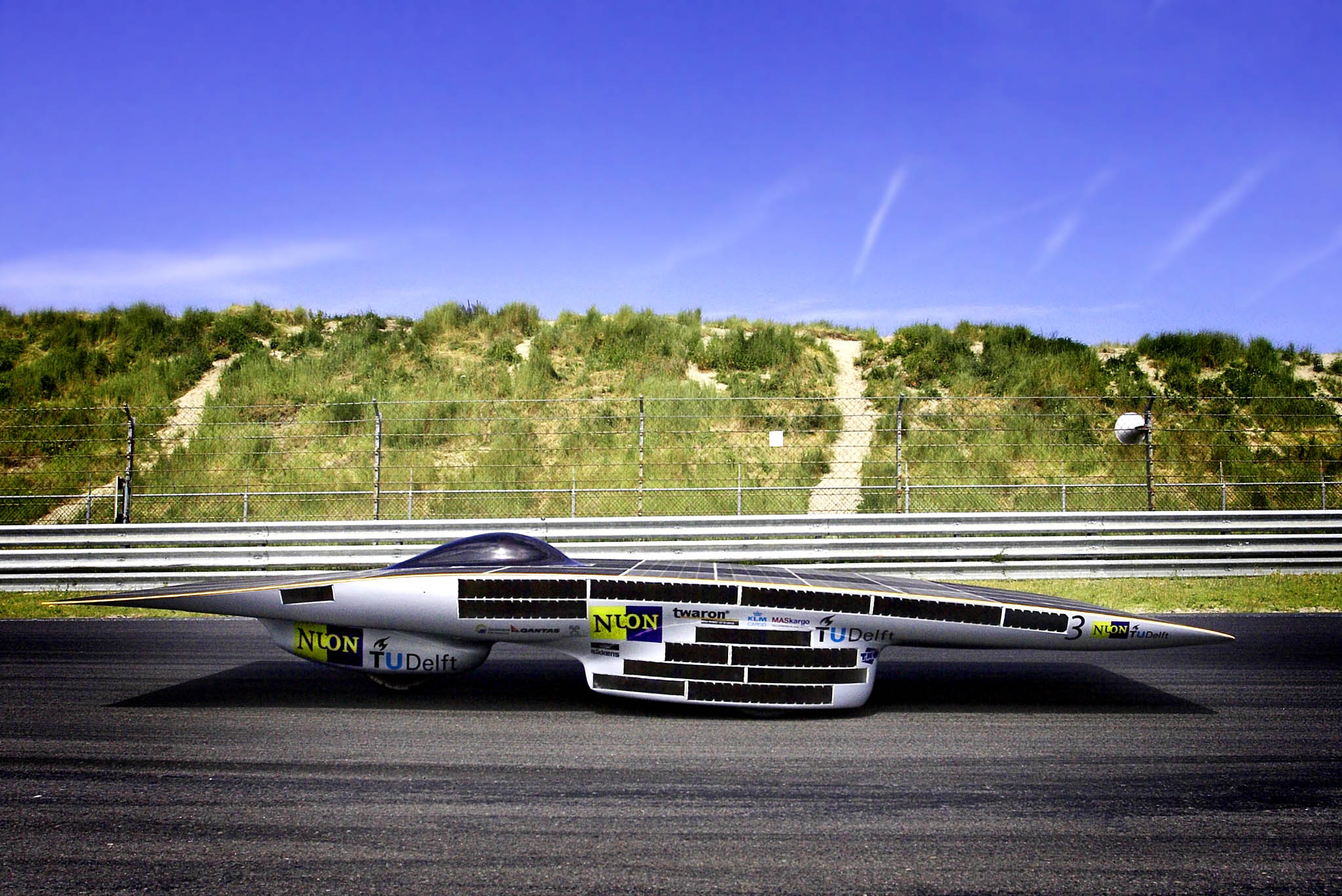
Nuna 3 на Зандворте

Stella и его развитие в виде Stella Lux, Stella Vie, Stella Era — это серия солнечных гоночных семейных автомобилей, созданных для гонок World Solar Challenge, которые проходят в Австралии. Эти машины побеждали в гонках четыре раза: в 2013, 2015, 2017 и 2019 годах. В 2015 году Stella стала первым солнечным автомобилем для нескольких человек или семьи, за что команде  присудили приз «за лучшее развитие» в Сан-Франциско. Stella — это редкая гоночная машина, однако это не мешает ей иметь номер, позволяющий ездить по обычным дорогам и при этом набирать очки в гонках. Машина произведена и построена «солнечной командой эйндховена», группой из 26 студентов университета Эйндховена (Нидерланды).
Группа основала некоммерческую организацию для преобразования их концепта в практичный «солнечный автомобиль», применимый во многих практических случаях.
Гонки фокусировались долгое время только на скорости, что приводило к созданию «солнечных автомобилей», имеющих одно посадочное место с небольшим размером салона, неприспособленным для обыденной жизни. Новые правила поспособствовали созданию нового, более практичного cruiser class. Он появился в гонках впервые в 2013 году. Этот класс подразумевает автомобиль, перевозящий двух и более человек, которые имеют возможность смотреть по ходу движения вперёд. При этом есть правила, определяющие использование внутреннего источника энергии: эти правила определяют, сколько автомобиль должен везти нагрузки.
Для участия в гонках в этом классе «солнечная команда эйндховена» и создала Stella. Stella — это семейный, гоночный, солнечный автомобиль, с местами для четырёх человек и багажником. Эта машина выиграла WSC cryiser class в 2013 году. Максимальная скорость машины составила 120 км/ч с полной нагрузкой из 4 человек и солнечными ячейками, сделанными по обычной технологии (то есть с эффективностью 20 процентов).
В 2015 году команда повторила свой успех с машиной Stella Lux, а в 2017 году они построили 5-тиместную машину Stella Vie, которая тоже выиграла.
В 2017 году некоторые из студентов, вдохновлённые этой машиной, запустили свой собственный проект en:Lightyear One, который должен привести к созданию коммерческой солнечной машины. На данный момент (начало 2020) они имеют 100 предварительных заказов на данные автомобили. Планируется построить 10 машин в 2019 г., и 100 в 2020.

## Stella
Stella — машина, которая выиграла WSC 2013 года в новом классе, преодолев 3022 км по Австралии за 40 часов и 14 минут со средней скоростью 75 км/ч, в то же время перевозя как минимум 3-х пассажиров.
Машинам в этом классе позволяется добавить небольшую батарею, которую можно использовать один раз на всем протяжении трассы. В основном Stella движется на комплексе солнечных батарей на крыше мощностью приблизительно 1 кВт. Команда могла использовать до 64 кВт внешней зарядки в течение гонки. Для сравнения, согласно EPA в одном литре обычного топлива содержится 33,7 кВт энергии, что эквивалентно использованию 2 л обычного топлива на дистанцию 3022 км. В среднем Stella производит больше энергии в обычный солнечный день, чем может использовать человек в обычных условиях. И если машина будет стоять на парковке в солнечный день, она будет производить энергию и её можно подключить к зданию, как генератор тока. Согласно «солнечной команде Эйховена» «машина может зарядить свою батарею на 15 кВт, стоя на стоянке 30—45 минут, стоя в пробке, или при езде вокруг города на небольшой скорости». Во время передвижения по автомагистрали батарея добавляет машине мощность, позволяя достигнуть дальность хода 600—800 км. Но при езде в городе на скорости 70 км/ч машина может двигаться только на солнечных батареях, не используя внутреннюю батарею. После сбора данных в национальном статистическом центре Нидерландов было вычислено, что для 10 месяцев в году машина производит больше энергии, чем её потребляет средний житель Нидерландов, и он может проехать на ней большее расстояние, чем люди обычно проезжают в среднем, даже с учётом облачных дней.
Stella выглядит как ящик, довольно приземистый. Она имеет лишь 1.15 в высоту, посадка низкая. Две двери открываются наверх, как крылья, их фиксирует небольшая алюминиевая ферма. Однако внутри машина выглядит на удивление комфортной. Крыша целиком покрыта солнечными панелями и она плавно закругляется вниз для создания меньшего аэродинамического сопротивления. Машина весит только 388 кг благодаря карбону, усиленному алюминиевыми трубами.
Stella не только легальна на дорогах Европы, но и также у неё есть американский номер и она участвовала в пробеге Лос-Анджелес — Сан-Франциско в 2014 году.
Один из спонсоров команды, NXP Semiconductors, связан с электроникой в машине и создаёт систему связей автомобилей между собой для безопасности движения и меньших загрязнений. Нечто вроде того, что машины сообщают другим машинам о сигналах светофора и о том, что надо срочно тормозить.

## Stella Lux
Вторая машина улучшила первую в нескольких отношениях. Фронтальная поверхность была уменьшена, так как машину сделали в виде катамарана с туннелем внутри, идущим по центру. Колёсная база стала больше и двери стали обычными. Если не говорить об аэродинамике машина просто стала выглядеть лучше.
Эта машина проехала 3022 км за 39 часов и 23 минуты. Внешняя зарядка при этом была уменьшена и составляла 30 кВатт. Во время заезда машина поставила рекорд, преодолев 1500 км на одной зарядке, двигаясь при этом со скоростью 80 км/ч и перевозя минимум 2-х на борту. Машина имеет теоретически неограниченную дальность хода при движении со скоростью 72 км/ч в хороший солнечный день. То есть двигаясь только на солнечных батареях, использование внутренней батареи может просто добавить скорость выше 72 км/ч. Как и Stella, машина имеет встроенные в колеса двигатели (как у электросамокатов). Они развивают мощность 15 кВатт.
Технические данные: длина — 4.52 м, ширина 1.76 м, высота 1.12 м, вес — 375 кг, объём батареи — 15 кВатт, площадь поверхности солнечных батарей — 5.8 квадратных метров, максимальная скорость — 125 км/ч, дальность хода в солнечный день — 1100 км.

## Stella Vie
В 2017 году команда создала 5-тиместную машину. Новая машина длиннее и уже предыдущей и при этом имеет тот же вес. Площадь батарей ограничивается 5 квадратными метрами — в соответствии с изменениями правил в 2017 году.
Она также зарегистрирована на обычных дорогах с указанной ценой постройки 350 000 евро.
Машина сохранила свою высокую эффективность, прилично опережая своего основного соперника. Машина получила полные 80 очков по эффективности. Машина перевозила 3,4 человека на дистанции 3021 км, используя 45.7 кВатт внутренней мощности (то есть полторы зарядки 30 кВатт). Для сравнения Tesla model S85, с батареей 85 кВатт имеет практическую дальность 400 км. После такой победы команде из Нидерландов присудили хет-трик.

## Критика концепта
Критики пишут, что логичнее располагать солнечные батареи на крыше своего дома, так как большинство домов (загородных домов) имеет достаточную площадь крыши, чтобы питать самих себя и 1 или 2 электромашины. Более того, дома машина зарядится полнее или быстрее, и при этом не нужно будет платить компании, производящей для вас электричество, и нет риска повреждения солнечных батарей от столкновения или чего-нибудь ещё.
С другой стороны такие машины могут использоваться в солнечных регионах, где мало зарядных станций, например, в Африке, Австралии, России.